# Szakál Ernő
Szakál Ernő (Szukits Ernő; Sopron, 1913. július 14. – Sopron, 2002. szeptember 5.) Munkácsy Mihály-díjas (1969) magyar szobrász-, restaurátor- és éremművész.

## Életpályája
1927–1933 között kőfaragó inas és segéd volt Sopronban. 1933–1939 között az Iparművészeti Főiskola hallgatója volt. 1939–1940 között Rómában ösztöndíjas volt. 1940–1942 között a Magyar Képzőművészeti Főiskola hallgatója volt. 1942–1950 között szobrászként tevékenykedett Sopronban. 1947–1953 között a műemlékvédelem szolgálatában állt. 1952–1968 között a visegrádi királyi palota négy díszkútjának rekonstrukcióján dolgozott. 1953–1974 között az Országos Műemléki Felügyelőség (OMF) kőszobrász részlegének vezetője volt. 1957-től önálló kőszobrász- kőfaragóműhelyt hozott létre Sopronban. 1970-től a Magyar Tudományos Akadémia Műemlékvédelmi Bizottságának tagja volt. 1970–1978 között a Magyar Képzőművészeti Főiskola docense volt.

## Családja
Szülei Szukits Ede és Rotter Anna voltak. 1944-ben házasságot kötött Pausz Ilona (1908–1992) festőművésszel. Egy lányuk született: Ilona (1945–1987).

## Művei
- A feltámadott Krisztus (1939)
- Szent Ferenc-szobor (Róma, 1940)
- Szent Kristóf-szobor (Róma, 1940)
- Pieta (Róma, 1940)
- A tékozló fiú hazatér (1940)

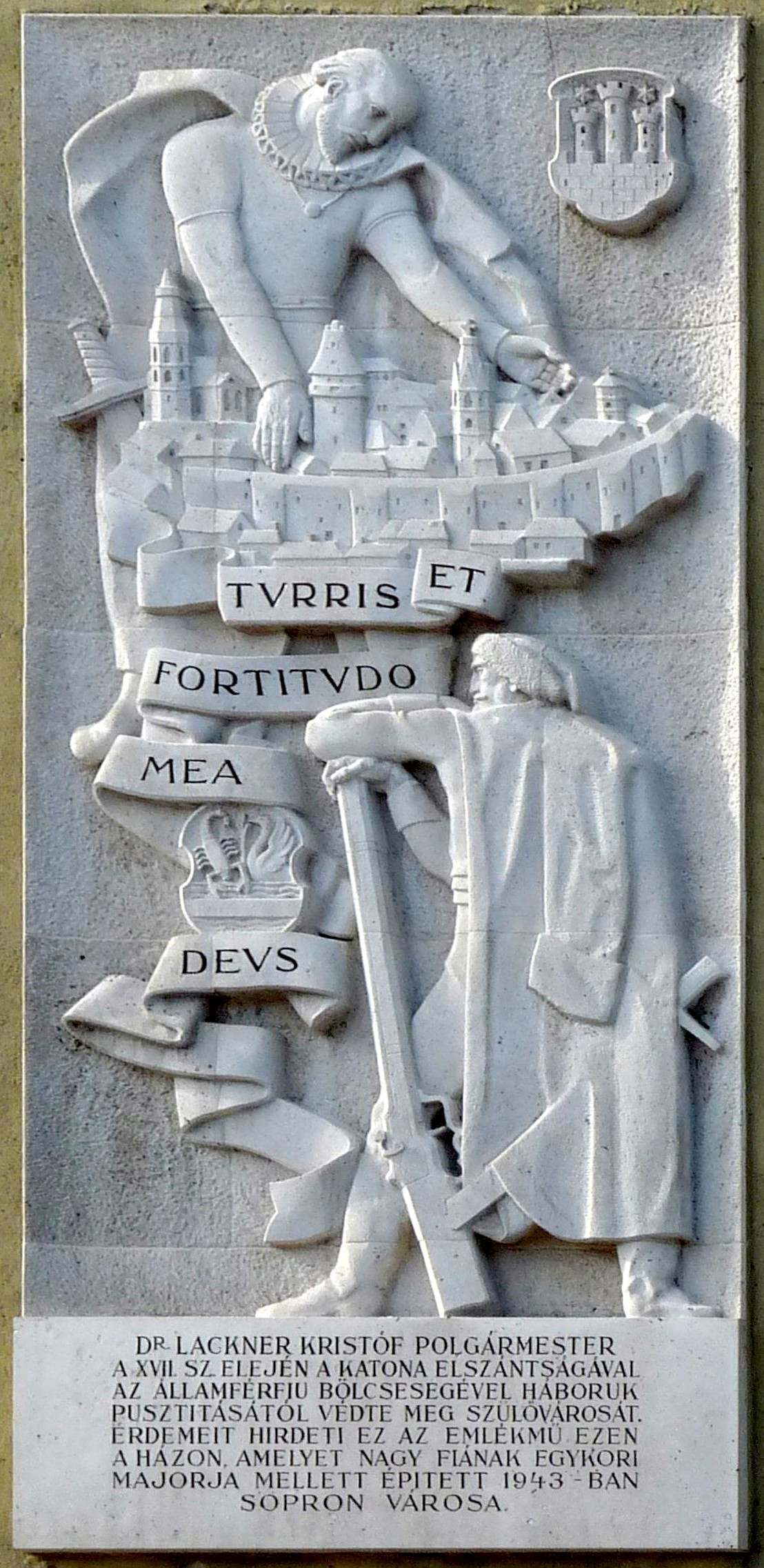
Lackner Kristóf emléktáblája a róla elnevezett utca elején. (Sopron, Lackner Kristóf utca 1.)

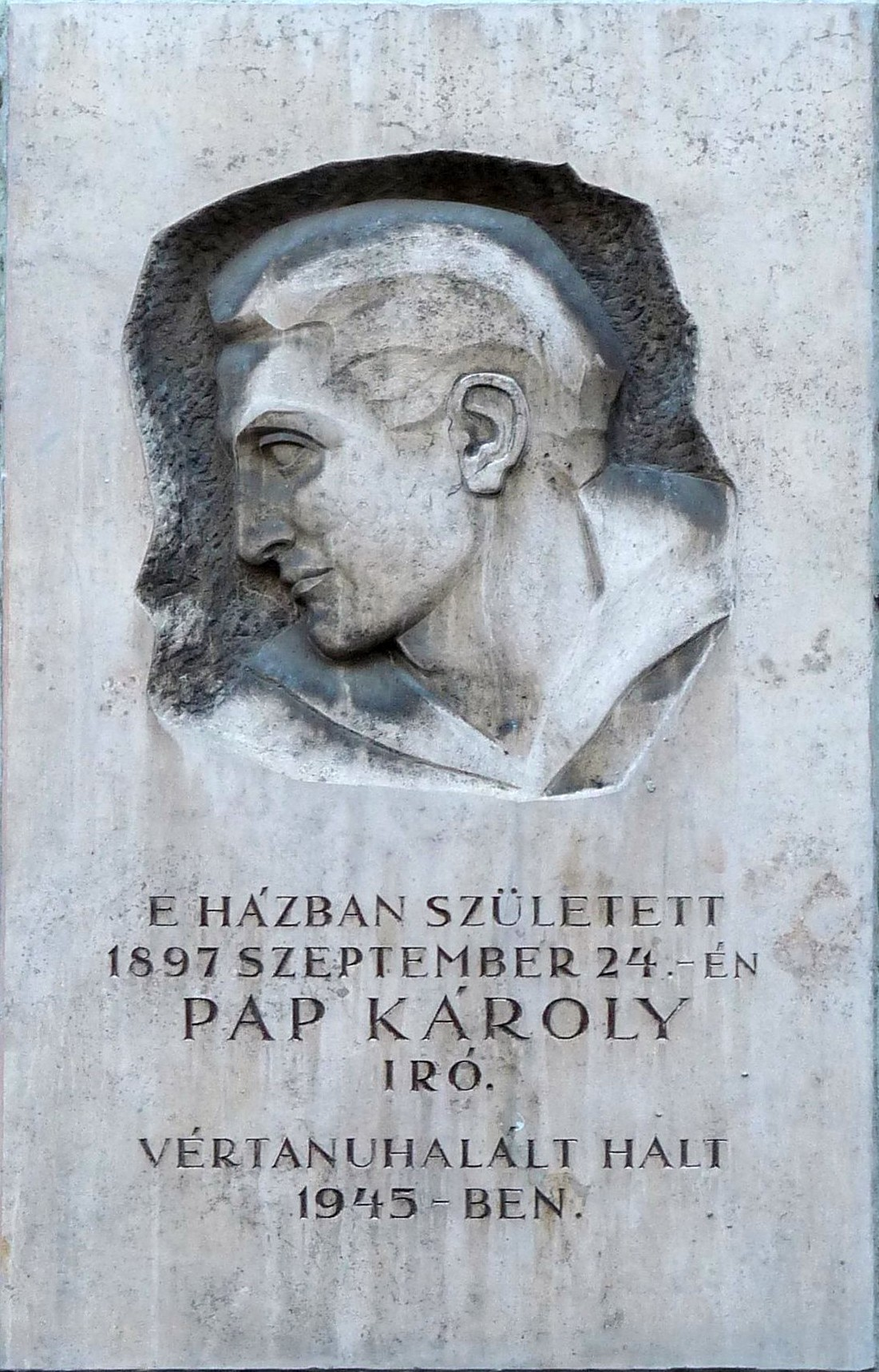
Pap Károly (1897–1945) író emléktáblája egykori lakhelyének falán (1962). (Sopron, Fegyvertár utca 5.)

- A Taizs család síremlékének agyagmintája (1943)
- A Lackner Kristóf tábla agyagmintája (1943)
- Gyermekét istápoló anya (Sopron, 1946)
- Krisztus fej (Sopron, 1947)
- a soproni Szent György-templom stukkói (1948–1952)
- Munkás szobor (Sopron, 1950)
- Kellner Sándor (Sopron, 1950)[6]
- a visegrádi királyi palota oroszlános kútja (1952-1968)[7]
- Gótikus ablakok (Sopron, 1954)
- Anjou-falikút (1955)
- Krisztus-kereszt (Sopronhorpács, 1960)
- Jézus Szíve (Sopronhorpács, 1960)
- Szent József a gyermek Jézussal (Sopronhorpács, 1960)
- Páduai Szent Antal (Sopronhorpács, 1960)
- Oroszlános-kút (Visegrád, 1960)
- a soproni kapitóliumi triász (1961)
- Stációk Visegrádon (Visegrád, 1961)
- Pap Károly (Sopron, 1962)
- Berzsenyi Dániel-emléktábla (Sopron, 1962)
- Anjou-kori kútház (1964)
- a budavári gótikus szobrok restaurálása (1974-1976)[7]
- Kerpely Jenő Claudius-emléktábla (Sopron, 1984)
- a siklósi gótikus erkély rekonstrukciója

## Egyéni kiállításai
- 1971, 1993 Sopron
- 1972 Visegrád, Tokaj
- 1987 Budapest
- 1989 Győr

## Díjai, kitüntetései
- Liszt Ferenc-pályázat; Iparművészeti Iskola és Iparművészek Szövetsége kitüntetése
- Munkácsy Mihály-díj (1969)
- Lackner Kristóf-emlékérem (1971)
- Munka Érdemrend ezüst fokozata (1972)[8]
- Magyar Műemlékvédelemért érem (1973)
- Műemlékvédelmi Európa-díj (1982)
- Pro Urbe Sopron érem (1985)
- Magyar Arany Érdemkereszt (1993)[9]
- Sopron díszpolgára (1997)[5]
- Möller István-emlékérem (1998)[8]
- MAOE Alkotói Nagydíj (2001)[8]

## Emlékezete
- A róla elnevezett alapítványt 2011-ben hozta létre unokája, Korozsné Keszei-Maléter Mónika, és tanítványa, Faragó János kőfaragómester.
- 2013-ban – születésének századik évfordulóján – szülővárosa, a Soproni Múzeum és a hagyatékát gondozó alapítvány kiállítással emlékezett rá.
- 2013. július 15-én az alapítvány emléktáblát készített és helyezett el a Vörösmarty utca 10. sz. házon, ahol a művész és családja 1943-tól élt.[10]